# Акты юридические
«А́кты юриди́ческие» — издания российской Императорской Археографической комиссии в Санкт-Петербурге (XIX век), содержавшие исторические документы судопроизводства и нотариальной части (купчие, закладные и прочие).

## Подробнее
Археографическая комиссия дала название «акты» всем изучаемым ей документам, касавшимся старого русского права и истории, и издавала «акты исторические», куда помещала не только отдельные грамоты и дела, но и целые кодексы, например, оба судебника. В «акты юридические» были помещены купчие, закладные, изветы, кабалы, межевые, мировые, откупные, отписи, платёжные, подорожные и проч.

### Издания[1]
- «Юридические акты» (1 том, 1838; скан книги на интернете). Полное название «Акты юридическіе, или собраніе формъ стариннаго дѢлопроизводства. Изданы Археографическою Коммиссіею. Санктпетербургъ. Въ Типографіи II-го ОтдѢленія Собственной Е. И. В. Канцеляріи. 1838»

Дополнительно издавались именной и географический указатели (СПб., 1840).
- «Акты, относящиеся до юридического быта древней России» (под ред. Н. Калачова, т. 1-3, СПб., 1857—1884):
  - 1-й том — скан книги (1857)
  - 2-й том — скан книги (1864).
  - 3-й том — (1884)

### Частные издания[1]
- В. Борисов «Описание города Шуи, с приложением старинных актов» (1851, скан книги на интернете)
- «Старинные акты, служащие дополнением к описанию г. Шуи» (издано В. Борисовым; 1853)
- «Воронежские акты» (изд. Второвым и Александровым-Дольником)
- «Рязанские акты» (изд. Пискарёвым)
- «Акты исторические и юридические, собранные Степаном Мельниковым» (Казань, 1859, скан книги).